# Eudora Welty

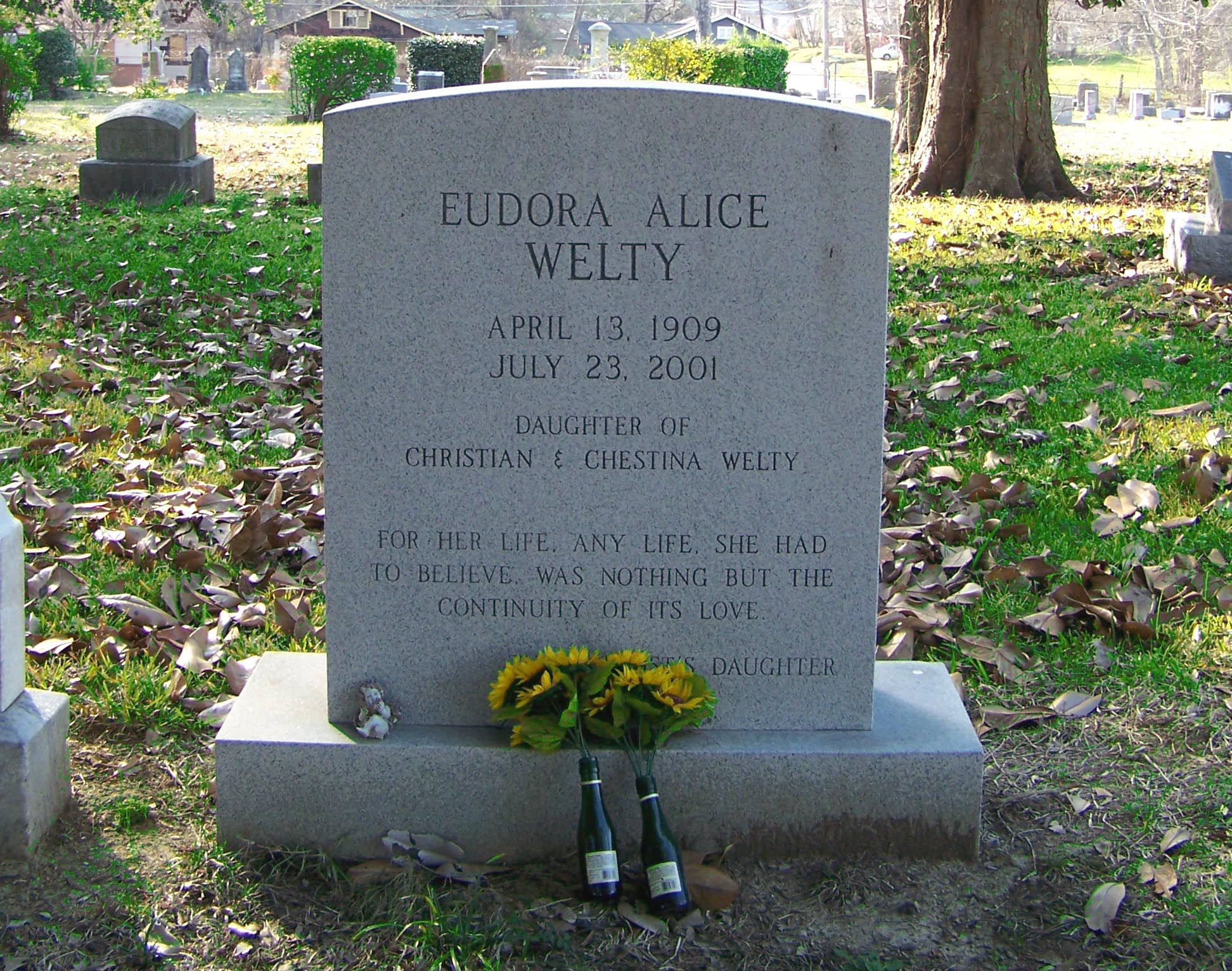
Grabstein auf dem Greenwood-Friedhof in Jackson

Eudora Alice Welty (* 13. April 1909 in Jackson, Mississippi; † 23. Juli 2001 ebenda) war eine US-amerikanische Schriftstellerin und Fotografin. 1973 wurde sie für den Roman The Optimist’s Daughter mit dem Pulitzer-Preis ausgezeichnet.

## Leben
Eudora Welty begann schon früh mit dem Schreiben, und als Elfjährige veröffentlichte sie ihr erstes Gedicht in einer Lokalzeitung. Nach ihrem High-School-Abschluss besuchte sie von 1925 bis 1927 das Mississippi State College for Women, darauf die University of Wisconsin–Madison. 1930/31 war sie an der Columbia University in New York.
Nach ihrer Schulausbildung arbeitete Eudora Welty bei einem regionalen Radiosender und schrieb nebenbei Artikel für Zeitungen. Sie war auch als Fotografin für das Projekt Works Progress Administration (WPA) unter Präsident Franklin D. Roosevelt tätig. In den folgenden Jahren bis zu ihrem Tod verfasste Eudora Welty mehrere Kurzgeschichten, Romane und veröffentlichte auch mehrere Fotobände mit eigenen Aufnahmen. Sie verstarb im Alter von 92 Jahren an den Folgen einer Lungenentzündung.
Welty gilt vielen nicht nur als eine der besten Südstaaten-Autorinnen, sondern darüber hinaus als eine der besten US-amerikanischen Schriftstellerinnen des 20. Jahrhunderts.
Das literarische Werk Eudora Weltys ist in charakteristischer Weise geprägt durch ihre Verbundenheit mit den Menschen und Landschaften wie auch durch die Sprache der Südstaaten. Ebenso wie bei den übrigen Autoren der Southern Renaissance, beispielsweise John Crowe Ransom, Katherine Anne Porter, William Faulkner, Tennessee Williams oder Flannery O’Connor kommt in ihrer Prosa eindrucksvoll die  „gotische“ Verfalls- oder Dekadenzatmosphäre dieser von der Bürgerkriegsniederlage bestimmten Region zum Ausdruck.

## Auszeichnungen
- 1952 Aufnahme in die American Academy of Arts and Letters[3]
- 1955 William Dean Howells Medaille für The Ponder Heart
- 1969 Aufnahme in die American Academy of Arts and Sciences
- 1973 Pulitzer-Preis in der Kategorie Roman für The Optimist's Daughter
- 1980 Presidential Medal of Freedom
- 1986 National Medal of Arts
- 1992 Rea Award für Kurzgeschichten
- 1996 Ehrenlegion

## Werke

### Originalausgaben (Auswahl)
- A Curtain of Green. With an introduction by Katherine Anne Porter. Harcourt Brace, New York 1941
- Delta Wedding. Harcourt Brace, New York 1946
- The Golden Apples. Harcourt Brace, New York 1949
- The Optimist’s Daughter. Random House, New York 1972
- The Collected Stories of Eudora Welty. HBJ, New York 1977
- The Eye of the Story. Selected Essays and Reviews. Random House, New York 1978

### In deutscher Übersetzung
- Mein Onkel Daniel. Ein Roman. Aus dem Amerikanischen von Elisabeth Schnack. Arche, Zürich 1958
- Die Hochzeit. Ein Roman aus dem Mississippi-Delta. Ins Deutsche übertragen von Elisabeth Schnack. Diogenes, Zürich 1962 DNB 455456984.
- Die Tochter des Optimisten. Roman. Deutsch von Kai Molvig. Rowohlt, Reinbek bei Hamburg 1973, ISBN 3-498-07272-2.
- Eine Stimme finden. Übersetzt von Rüdiger Imhof. Klett-Cotta, Stuttgart 1990, ISBN 3-608-95550-X.
- Die goldenen Äpfel. Übersetzt von Tamara Willmann. Klett-Cotta, Stuttgart 1992, ISBN 3-608-95366-3.
- Ein Vorhang aus Grün. Erzählungen. Kein & Aber, Zürich 2009, ISBN 978-3-0369-5545-2.
- Vom Wagnis, die Welt in Worte zu fassen. Drei Essays. Deutsch von Karen Nölle. edition fünf, Gräfelfing 2011, ISBN 978-3-942374-11-8.
- Der Räuberbräutigam. Aus dem Amerikanischen von Hans J. Schütz. Klett-Cotta Verlag, Hobbit Presse, Stuttgart 2015